# Трамвай у Франкфурті-на-Майні
50°06′28″ пн. ш. 8°39′53″ сх. д. / 50.1078° пн. ш. 8.66472° сх. д.
Франкфуртський трамвай — трамвайна мережа, що існує з 1872 року, і разом зі штадтбаном та міськими електропоїздами є третім видом рейкового громадського транспорту у Франкфурті-на-Майні.
Трамвайна мережа є складовою Транспортного товариства Рейн — Майн і складається (на 2005 рік) із десяти регулярних трамвайних ліній та однієї спеціальної.
Довжина ліній у 2010 році складала 63,55 км
.
У тому ж році франкфуртський трамвай перевіз 49200000 пасажирів
,
що відповідає 19,7 % пасажирообігу всього наземного транспорту міста
.
В історії франкфуртського трамвая, одного з перших електричних трамвайних ліній у світі, було багато приватних та комунальних власників і навіть транспортно-політичний конфлікт. Після того, як десятиліттями Франкфурт намагався скасувати трамвай, в 1990-ті стався поворот у політиці громадського транспорту. З того часу проводяться інвестиції для придбання нових вагонів та будівництва колій.

## Історія

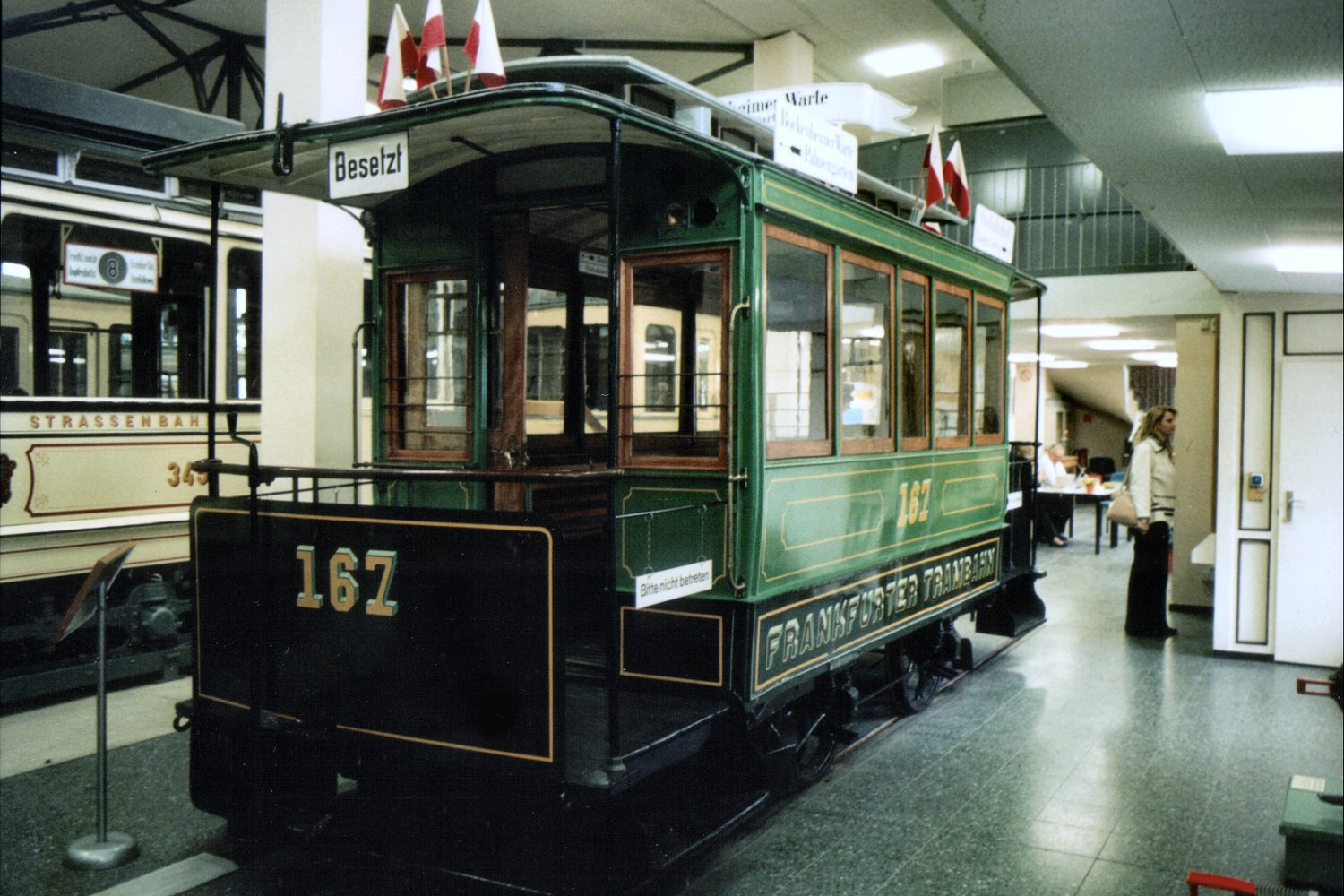
Вагон 167 Франкфуртського трамвайного товариства в Музеї транспорту у Швангаймі

Рух трамваїв у Франкфурті розпочався 19 травня 1872 року відкриттям першої конки, за якою пішли інші лінії.
Потім в 1884 році відкрита лінія, що використовувала електрику — вузькоколійка Франкфуртсько-Оффенбаховського трамвайного товариства (FOTG), перший комерційний електричний трамвай Німеччини.
Попри недоробки та вразливий двигун, ця єдина лінія шириною колії метр залишалася в експлуатації понад 20 років.
У 1888/89 роках двоє приватних підприємців відкрили лінію парового трамвая. У 1891 році двоє інших підприємців експериментували з електричним двигуном і пустили підземний кабель і навіть акумулятори, що ні в першому, ні в другому випадку не призвело до тривалого успіху.
Перший електричний трамвай, з досі використовуваною однолінійною повітряною лінією постійного струму з напругою в 600 вольт, рушив вулицями міста вперше в 1899 році.

### Ранні роки

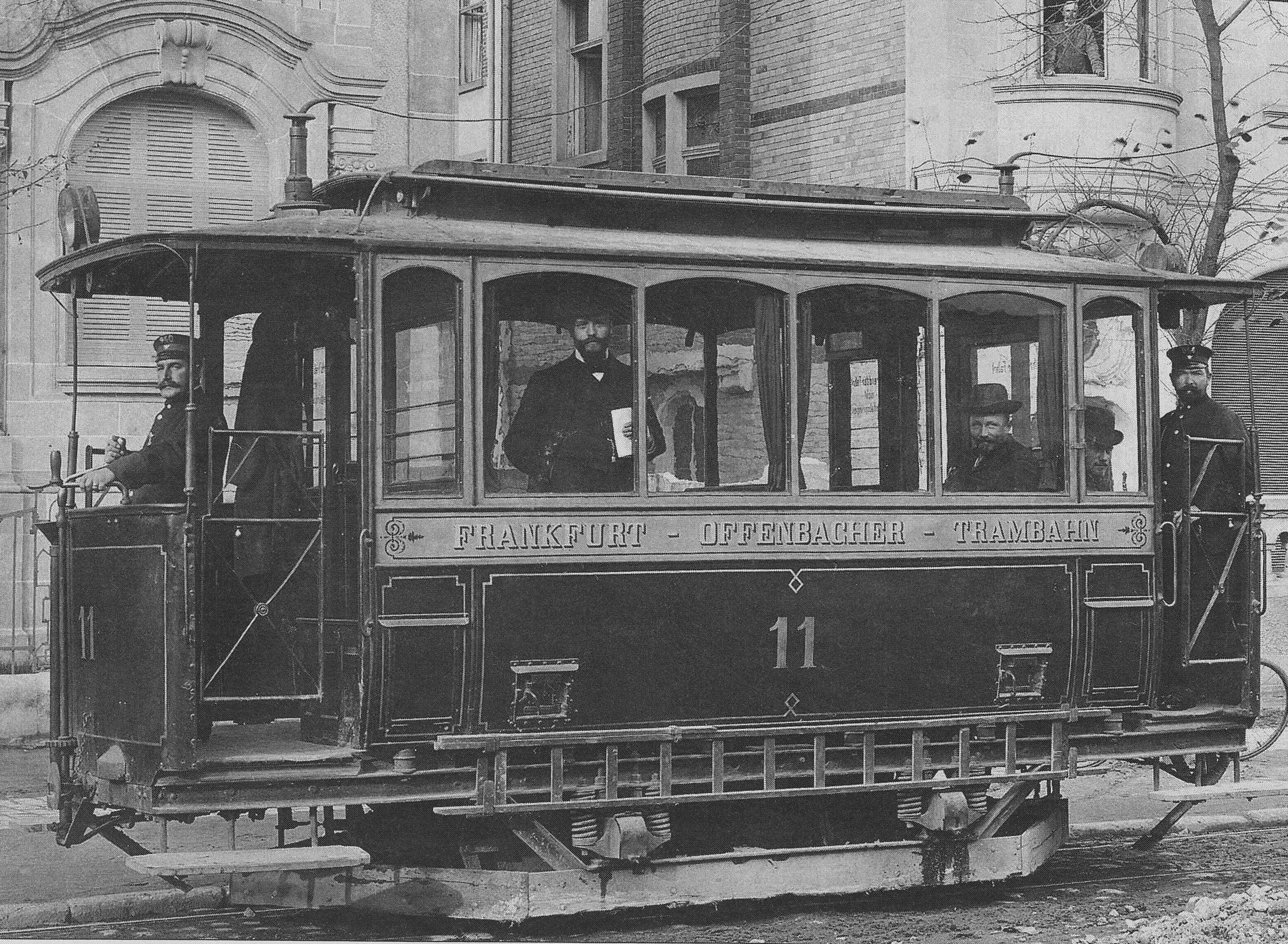
Історичний трамвай Франкфурта 1884 року

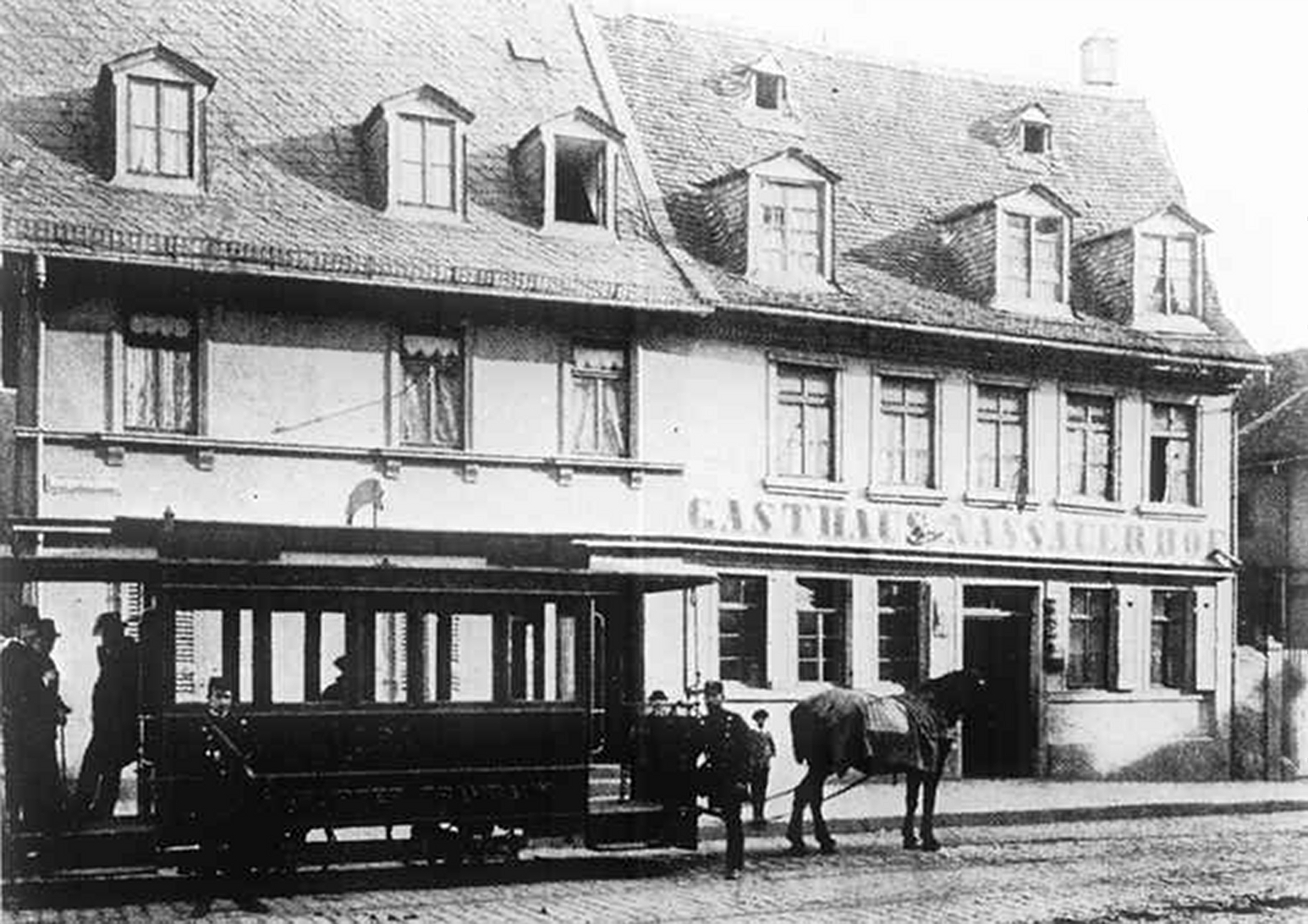
Конка, що належить FTG на кінцевій станції «Школа Борнгайма» на Бергерштрассе. Після 1881 року

Франкфуртське Трамвайне товариство (FTG), відкрило в 1872 році у Франкфурті лінію трамвая до іподрому. Вона проходила від Шенгофа у колишньому сусідньому містечку Бокенгайм (нині район Франкфурта) через Бокенгаймер-Варте до Гауптвахе. Досить швидко ця перша лінія була розбудована, і вже в 1898 товариство експлуатувало 16 ліній завдовжки 30 км. Ширина колії відповідала ширині залізничної колії — 1435 мм.
У 1884 році Франкфуртсько-Оффенбахівське Трамвайне товариство (FOTG) впровадило електричний трамвай. До цього у світі існували лише дві лінії електричного трамвая, одну пробну лінію відкрив Сіменс у Ліхтерфельді поблизу Берліна, друга — міжміська трамвайна лінія в Медлінгу біля Відня.
Трамвай рухався між кінцевою станцією Дойчхерн-Кай, далі через Старий міст в районі Заксенхаузен, селище Оберрад до Матільденплац в сусідньому містечку Оффенбаху. Колія була прокладена метровою шириною та з коліями, що належали FTG, не з'єднувалася.
Також спочатку в трамвайній колії залишалися чужорідні предмети, електрична складова була недостатньо відпрацьована технічно, що створювало аварійні ситуації.
Акціонерне товариство Франкфуртської приміської залізниці (FLAG) та Франкфуртська лісова залізниця, відкрита на півночі та півдні міста, використовували на той час паровий трамвай.
Міжнародна електротехнічна виставка 1891 стала приводом для подальших експериментів з електричним трамваєм. Фірма Шукерт і Ко використовувала підземні та наземні кабелі, водночас фірма Сіменс та Хальське оснастила свої трамваї акумуляторами. У 1897 році FTG також експериментувала з трамваями на акумуляторах.
У 1898 році Франкфуртське трамвайне товариство перейшло під оруду міста.
Першу концесію на влаштування та експлуатацію електричного трамвая було укладено містом Франкфуртом 20 січня 1898 року та затверджено начальником управління у Вісбадені.

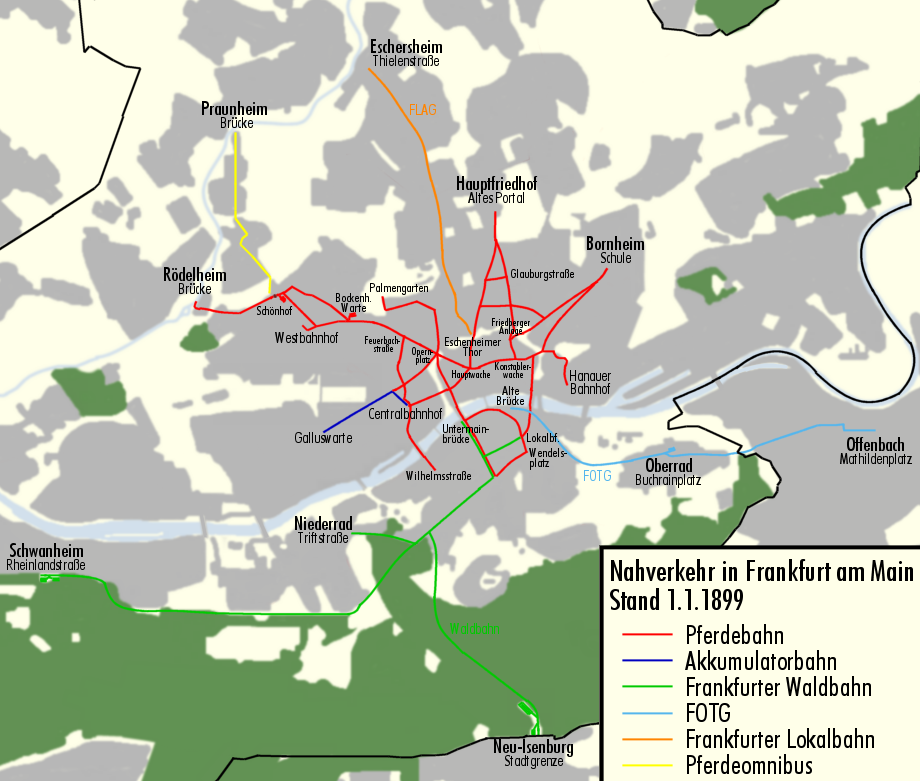
Схема колій в 1899 році

З цього часу розпочалася електрифікація колій. До цього дня найнадійнішою залишається однолінійна повітряна лінія напруги струму. До 1904 року всі конки були електрифіковані, а кінська тяга була замінена моторизованими вагонами. Лише Франкфуртська лісова залізниця використовувала парову тягу до 1929 року.

### Повоєнне відновлення

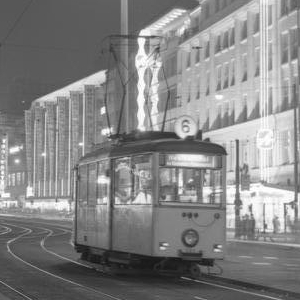
Тип вагона J на Цайлі (1960)

При відновленні зруйнованого війною міста планування транспортного сполучення відігравало велику роль.
Замість вуличок колишнього старого міста пролягли широкі проспекти.
Для трамваїв з'явилися розв'язки в районі вокзалу та Гауптвахе.
У 1945—1950 роках існували дві так звані Roundup-лінії, що перевозили тільки американських військовослужбовців.
Вони діяли як у межах захищеної великої заборонної зони, так і пов'язували між собою малі заборонені зони, такі як Геддергайм та Ремерштадт.
Щоб об'їхати велику заборонену зону, слід було користуватися об'їзними коліями.
По завершенні відновлення лінії стали подовжувати, охоплюючи нові райони, в 1953 — на Гехст, в 1957 — в район Енкгайм, який приєднали до Франкфурта лише в 1977 році.
У 1955 році експлуатаційні лінії, що раніше належали FLAG, перейшли під оруду міста разом із приміськими лініями, що прямують на Оберурсель та Бад-Гомбург.

## Маршрути
Список трамвайних ліній Франкфурта-на-Майні станом на грудень 2019 року наведено в таблиці нижче.
| Лінія | Маршрут | Кількість зупинок | Час подорожі | Інтервал                                         | Примітки                                                                                          |
| ----- | --- | ----------------- | ------------ | ------------------------------------------------ | ------------------------------------------------------------------------------------------------- |
| 11    | Гекст, Цуккшвердштрасе — Галлус — Франкфурт-Головний — Віллі Брандт-Плац — Франкфурт-Східний — Фахенгайм, Шисхюттенштрасе                                               | 38                | 60 хв        | будні: 7,5 хв вихідні: 10 хв                     |                                                                                                   |
| 12    | Швангайм, Райнландштрасе — Нідеррад — Фріденсбрюкке — Франкфурт-Головний — Віллі Брандт-Плац — станція Констаблервахе — Борнгайм — Фахенгайм, Гюго-Юнкрес-Штрасе/Шлайфе | 37                | 62 хв        | будні: 10 хв вихідні: 15 хв                      |                                                                                                   |
| 14    | Галлус, Густафсбургплац — Франкфурт-Головний — Віллі Брандт-Плац — Зоо — Борнгайм, Ернст-Май-Плац                                                                       | 21                | 31 хв        | будні: 10 хв вихідні: 15 хв                      |                                                                                                   |
| 15    | Нідеррад, Гардтвальдплац — Отто Хан-Плац — Франкфурт-Західний (– станція Мюльберг — Оффенбах, Штадтгренце)                                                              | 25                | 36 хв        | будні: 10 хв вихідні: 15 хв                      |                                                                                                   |
| 16    | Гінгайм — Боккенхаймер-Варте — Франкфурт-Головний — Фріденсбрюкке — Отто Хан-Плац — Франкфурт-Південний — Станція Мюльберг — Оффенбах, Штадтгренце                      | 29                | 44 хв        | будні: 10 хв суботи: 10 хв неділя і свята: 15 хв |                                                                                                   |
| 17    | Ребштокбад — Франкфурт-Головний — Фріденсбрюкке — Станція Штреземаналле — Заксенгаузен — Ной-Ізенбург, Штадтгренце                                                      | 18                | 30 хв        | будні: 10 хв вихідні: 15 хв                      |                                                                                                   |
| 18    | Пройнгесгайм, Графенштайнер-Плац — Станція Констаблервахе — Міст Ігнац Бубіс — Франкфурт-Південний — Заксенхаузен, Станція Луїза                                        | 16                | 28 хв        | будні: 10 хв вихідні: 15 хв                      |                                                                                                   |
| 19    | Швангайм, Райнландштрасе — Нідеррад — Станція Штреземаналле — Заксенгаузен, Станція Луїза                                                                               | 26                | 37 хв        |                                                  | Здійснює три рейси в будні.                                                                       |
| 20    | Франкфурт-Головний — Фріденсбрюкке — Заксенгаузен, Стадіон | 11                | 17 хв        |                                                  | Спеціальну лінію введено в експлуатацію з нагоди організації заходів на стадіоні Дойче-банк-парк. |
| 21    | (Нід-кірхе –) Галлус, Менхгофштрасе — Франкфурт-Головний — Фріденсбрюкке — Заксенгаузен, Стадіон                                                                        | 27                | 42 хв        | будні: 7,5 хв вихідні: 10 хв                     |                                                                                                   |

## Парк
Трамвайний парк Франкфурта-на-Майні складається з трьох типів рухомого складу.
Їх стан на кінець 2019 року представлено в таблиці нижче
.
| Тип | Кількість | Виробник   | Роки виробнтцтва | Довжина |
| --- | --------- | ---------- | ---------------- | ------- |
| Pt  | 5         | Duewag     | 1977             | 28,7 м  |
| R   | 38        | Duewag     | 1993–1995        | 27,6 м  |
| S   | 74        | Bombardier | 2003–2013        | 30,3 м  |